# Louis Corriveau
Louis Corriveau (ur. 23 marca 1964 w Sainte-Marie) – kanadyjski duchowny katolicki, biskup Joliette od 2019.

## Życiorys

### Prezbiterat
Święcenia kapłańskie przyjął 16 czerwca 1990 i został inkardynowany do archidiecezji Quebecu. Pracował głównie jako duszpasterz parafialny, był także m.in. diecezjalnym duszpasterzem ds. powołań oraz wychowawcą seminarium w Québec.

### Episkopat
25 października 2016 papież Franciszek mianował go biskupem pomocniczym archidiecezji Quebecu oraz biskupem tytularnym Arena. Sakry udzielił mu 8 grudnia 2016 kardynał Gérald Lacroix. Odpowiadał m.in. za diakonat stały oraz życie konsekrowane na terenie archidiecezji.
21 maja 2019 został mianowany biskupem ordynariuszem Joliette, a 28 czerwca 2019 kanonicznie objął urząd.